# Thomasclarkita-(Y)
La thomasclarkita-(Y) és un mineral de la classe dels carbonats. Rep el seu nom de Thomas Henry Clark (1893-1996), professor de geologia de la Universitat McGill, a Mont-real.

## Característiques
La thomasclarkita-(Y) és un carbonat de fórmula química (Na,Ce)(Y,REE)(HCO₃)(OH)₃·4H₂O. Va ser aprovada com a espècie vàlida per l'Associació Mineralògica Internacional l'any 1997. Cristal·litza en el sistema monoclínic, en forma de cristalls en blocs, de fins a 2 mm, que es troben individualment i en grups. La seva duresa a l'escala de Mohs es troba entre 2 i 3.
Segons la classificació de Nickel-Strunz, la thomasclarkita-(Y) pertany a «05.DC - Carbonats amb anions addicionals, amb H₂O, amb cations grans» juntament amb els següents minerals: ancylita-(Ce), calcioancylita-(Ce), calcioancylita-(Nd), gysinita-(Nd), ancylita-(La), kozoïta-(Nd), kozoïta-(La), kamphaugita-(Y), sheldrickita, peterbaylissita, clearcreekita i niveolanita.

## Formació i jaciments
Es troba poques vegades en un dic de pegmatita associat amb un complex intrusiu de gabre-sienita. Va ser descoberta a la pedrera Poudrette, al Mont Saint-Hilaire, a La Vallée-du-Richelieu RCM (Quebec, Canadà), l'únic indret on ha estat trobada. Sol trobar-se associada a altres minerals com: aegirina, albita, analcima, ancylita-(Ce), astrofil·lita, calcita, catapleiïta, dawsonita, elpidita, epididimita, franconita, gaidonnayita, galena, genthelvita, microclina, molibdenita, natrolita, petersenita-(Nd), polilitionita, piroclor, rodocrosita, rútil, serandita, siderita, esfalerita i zircó.